# Typhlonyphia reimoseri
Typhlonyphia reimoseri là một loài nhện thuộc chi đơn loài Typhlonyphia trong họ Linyphiidae. Chúng được Josef Kratochvíl miêu tả năm 1936.

## Phân loài
- Typhlonyphia reimoseri reimoseri Kratochvíl, 1936
- Typhlonyphia reimoseri meridionalis Kratochvíl, 1978